# Six Flags America
Six Flags America is een pretpark gelegen in Largo, Maryland in de Verenigde Staten. Het ligt 24 km ten oosten van Washington D.C. en 48 kilometer ten zuidwesten van Baltimore. Het domein beslaat 2.116.058 m² waarvan 530.026 m² gebruikt wordt voor parkdoeleinden.

## Geschiedenis

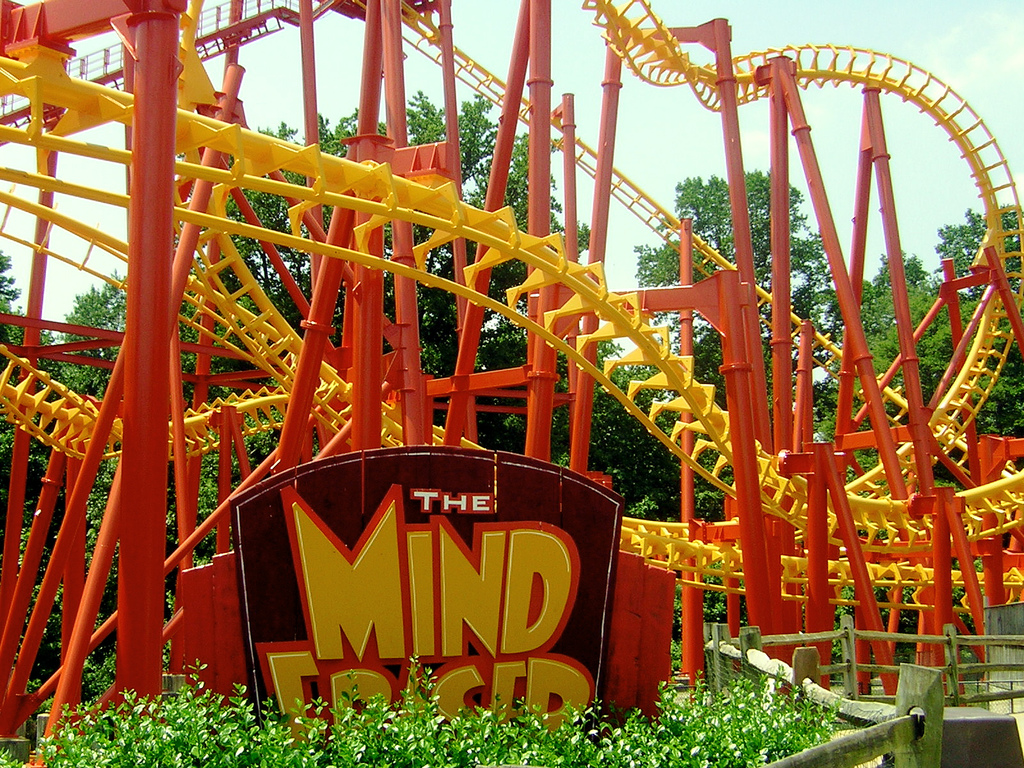
De achtbaan Mind Eraser

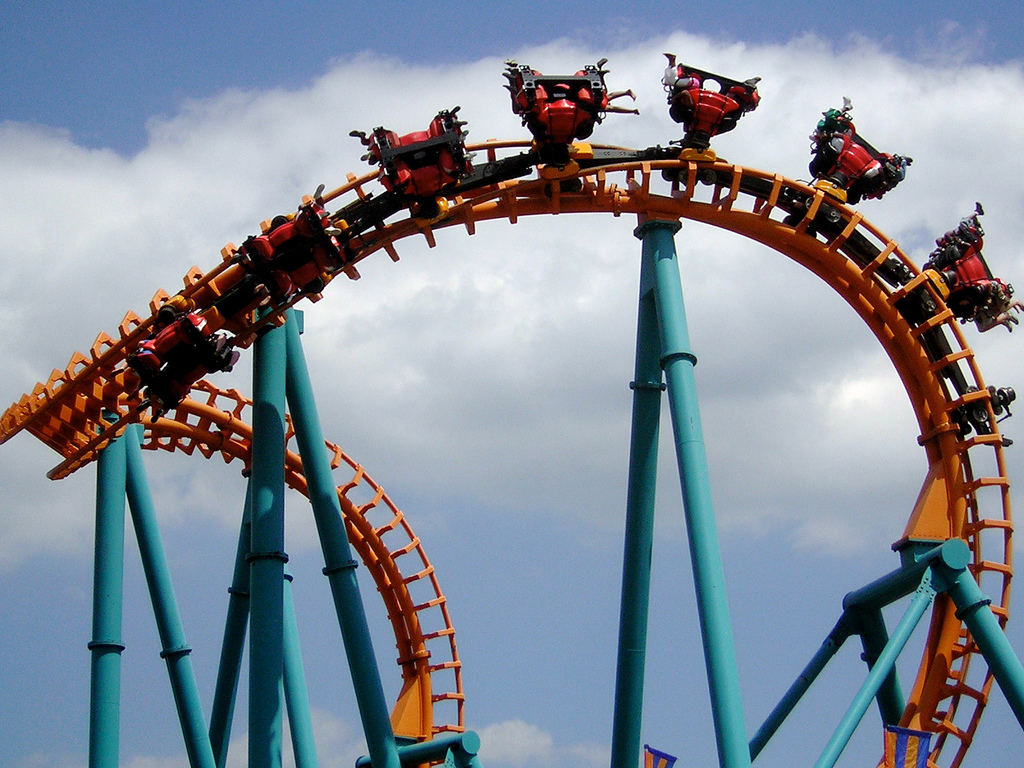
Two Face: The Flip Side

- 1973 - De Texaanse millionair Henry Ross Perot wilde samen met een aantal Ierse dierentrainers een dierenpark openen. ABC television nam alles over van Perot en zijn partners en opende het "Largo Wildlife Preserve". Men verwachtte 850.000 bezoekers per jaar. Dit werd echter niet gehaald.
- 1982 - Na aanpassingen werd het park heropend als een waterpark met de naam "Wild World".
- 1985 - Paragon Park in Boston sloot zijn deuren en verhuisde de "Giant Coaster" naar Wild World. Hier kreeg de achtbaan de naam Wild One.
- 1986 - De achtbaan Wild One opent zijn deuren voor het publiek.
- 1993 - Het park wordt overgenomen door Premier Parks en wordt hernoemd naar "Adventure World". Na de overname werden tal van stalen achtbanen bijgebouwd.
- 1998 - Roar wordt geopend. Deze achtbaan is van het houten type en werd gebouwd door Great Coasters International.
- 1999 - Het park krijgt een nieuwe eigenaar, Six Flags. Het krijgt de naam Six Flags America. Deze naam gaf de plaats aan waar het lag, niet ver van de hoofdstad Washington D.C.. Ook worden er drastische veranderingen aangebracht waaronder nieuwe thema's, nieuwe zone's en nieuwe mascottes. Er openen ook 3 nieuwe achtbanen: "Two Face: The Flip Side", "The Joker's Jinx" en "Great Chase". Python wordt in een opslagplaats bewaard.
- 2000 - Ride of Steel wordt als nieuwste aanwinst ingehuldigd.
- 2001 - De nieuwste Vekoma-achtbaan Batwing krijgt een plaatsje in het park.
- 2005 - Het waterpark Paradise Island krijgt nieuwe attracties, een opfrisbeurt en ook een nieuwe naam Six Flags Hurricane Harbor. Ook wordt de Ultra Twister uit Astroworld hier opgeslagen.
- 2006 - Het park krijgt een nieuwe manager, Terry Prather.
- 2007 - Two Face: The Flip Side sluit na een ongeluk en blijft gesloten voor de rest van het seizoen.[1]
- 2008 - Two Face blijft dit jaar SBNO. Aan het eind van seizoen 2008 werd de achtbaan verkocht en gedemonteerd.
- 2012 - Iron Wolf uit Six Flags Great America wordt naar Six Flags America verplaatst en heropent als "Apocalypse".
- 2014 - Opnieuw wordt er een achtbaan van Six Flags Great America naar Six Flags America verplaatst: Ragin' Cajun
- 2018 - Na 6 jaar als staande achtbaan operationeel te zijn geweest sluit Apocalypse haar deuren op 8 September. De achtbaan zal in 2019 heropenen als vloerloze achtbaan met de naam Firebird.
- 2019 - Firebird (her)opent. Bij de achtbaan is een ode geplaatst aan hoe de baan zijn leven begon als Iron Wolf: een ijzeren wolf die vuur spuwt.

## Themazones
Het park heeft 7 themazones en 1 waterpark: Olde Boston, Looney Tunes Movie Town, Southwest Territory, Nantucket, Gotham City, Skull Island, Coyote Creek and Hurricane Harbor (waterpark).

## Attracties

### Achtbanen

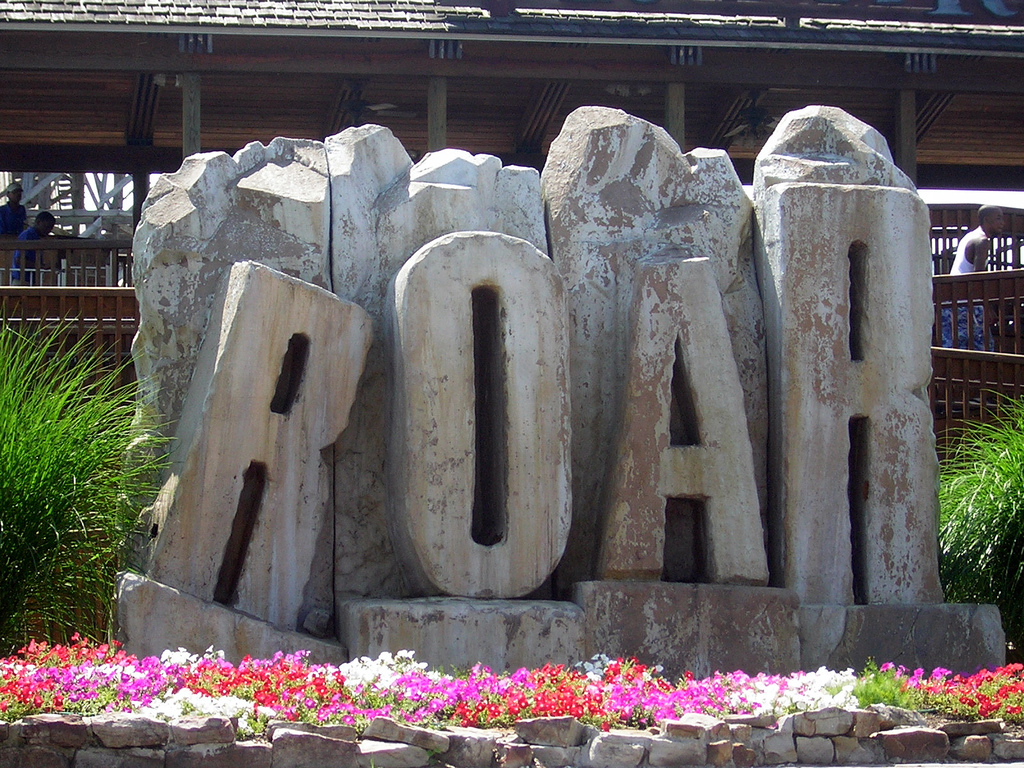
De ingang van Roar

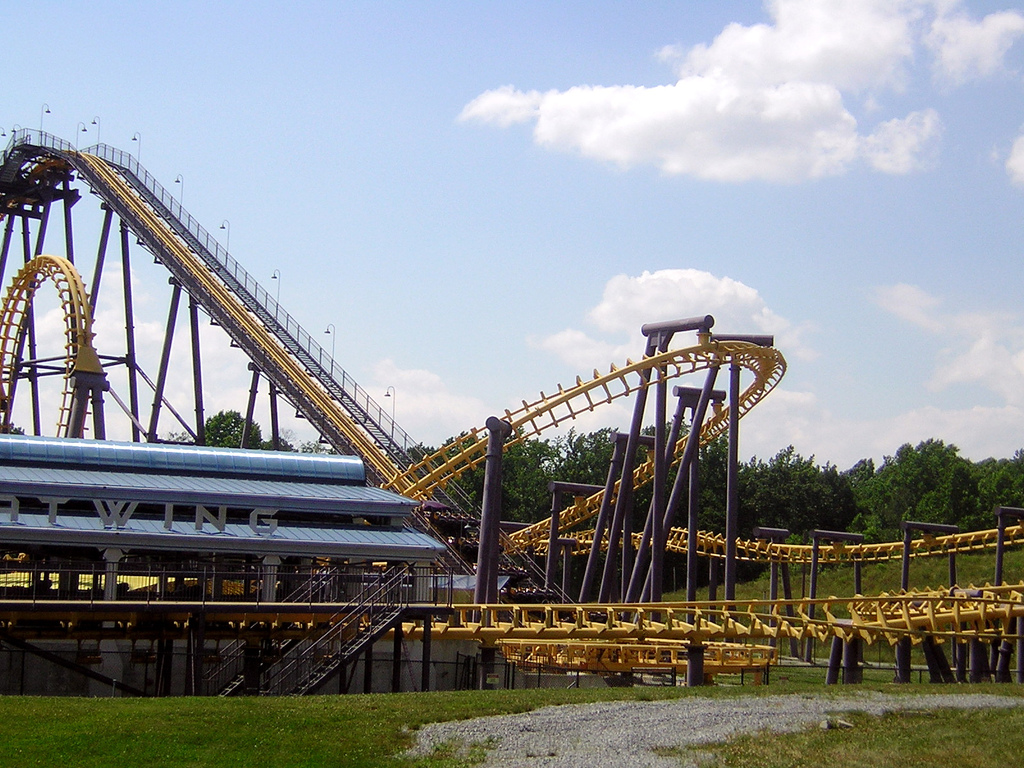
Batwing, de achtbaan uit 2001

| Naam                                           | Openingsjaar                           | Type                                                      | Bouwer                       |
| ---------------------------------------------- | -------------------------------------- | --------------------------------------------------------- | ---------------------------- |
| The Wild One (oorspronkelijk van Paragon Park) | 1986                                   | Houten achtbaan                                           | Dinn Corporation             |
| The Mind Eraser                                | 1995                                   | Omgekeerde achtbaan                                       | Vekoma                       |
| ROAR                                           | 1998                                   | Houten achtbaan                                           | Great Coasters International |
| The Great Chase                                | 1999                                   | Junior stalen achtbaan                                    | Zamperla                     |
| The Joker's Jinx                               | 1999                                   | LIM-achtbaan                                              | Premier Rides                |
| Ride of Steel                                  | 2000                                   | Stalen achtbaan                                           | Intamin AG                   |
| Batwing                                        | 2001                                   | Vliegende achtbaan                                        | Vekoma                       |
| Firebird                                       | 2012 als Apocalypse, 2019 als Firebird | Origineel Staande achtbaan, Vloerloze achtbaan sinds 2019 | Bolliger & Mabillard         |

### Attracties voor volwassenen
- Carousel - opende in 1988
- Great Race - opende in 1990
- Tea Cups - opende in 1995
- Flying Carousel - opende in 1996
- Around the World in 80 Days - opende in 1990
- Cyclone - opende in 1988
- Tower of Doom - opende in 1996
- Falling Star - opende in 1989
- Shipwreck Falls - opende in 1997
- Octopus - opende in 2000
- Riddle Me This - opende in 1996
- The Avalanche - opende in 2000
- The Penguin's Blizzard River - opende in 2003
- Pirate's Flight - opende in 1989
- Skull Mountain - opende in 1997
- High Seas - opende in 1989
- Rodeo - opende in 1999
- Renegade Rapids - opende in 1995
- Coyote Creek Crazy Cars - opende in 1990

### Kinderattracties
Looney Tunes Movie Town
- Bugs Bunny's Back Lot Trucking Company - opende in 1999
- Looney Tunes Prop Warehouse - opende in 1999
- Daffy’s Movie Town Tours - opende in 1999
- Circus of the Stars
- Sylvester’s Pounce and Bounce - opende in 1999
- Elmer’s Around the World in 80 Seconds
- Foghorn Leghorn’s Tinsel Town Train
- Taz’s Film Works - opende in 1999
- The Animation Department - opende in 1999
- PePe Le Pew’s Tea Party - opende in 1999
- Yosemite Sam’s Hollywood Flight School - opende in 1999

### Betalende attracties
- Sonora Speedway (go-karts) - opende in 1996
- Sky Coaster - opende in 2001

### Hurricane Harbor (gratis waterpark)
- Crocodile Cal's Caribbean Beach House - opende in 1997
- Paradise Plunge and Reef Runner - opende in 1994
- Hammerhead - opende in 1987
- Mako - opened in 1987
- Buccaneer Beach - opened in 2005
- Castaway Creek
- Calypso Cannonballs
- Bamboo Chutes - opende in 1987
- Vortex and Riptide
- Hurricane Bay - opende in 1983
- Hurricane Mountain
- Tornado - opende in 2005
- Bahama Blast - opende in 2005

## Voormalige attractie
- The Juggler - verwijderd eind 1998
- Roller Racers - verwijderd eind 1998
- Kiddie Bumper Boats - verwijderd eind 1998
- Lippazanion Stallions - verwijderd eind 1998
- Flying Trapeze - verwijderd eind 1998
- Clown Town - verwijderd eind 1998
- Clown Around - verwijderd eind 1998
- Aerial Elephants - verwijderd eind 1998
- SkyEscaper - opende in 1991, gesloten in 2002, verwijderd in 2003/2004
- Iron Eagle - opende in 1995, verwijderd eind 2005
- The Tilt- opende in 1989, verwijderd eind 2006
- Lily Pad Walk (SFHuHa) - verwijderd eind 2005

### Voormalige achtbanen
| Naam                                  | Opening | Type                      | Sluiting | Bouwer         |
| ------------------------------------- | ------- | ------------------------- | -------- | -------------- |
| Two Face: The Flip Side               | 1999    | Boomerang achtbaan        | 2008     | Vekoma         |
| The Great Alonzo's Cannonball Coaster | ±1993   | Junior stalen achtbaan    | 1998     | Molina & Son's |
| Python                                | 1993    | LIM-achtbaan met loopings | 1998     | Arrow Dynamics |